# Nephodia atomaria
Nephodia atomaria là một loài bướm đêm trong họ Geometridae.